# 第61砲兵連隊 (フランス軍)
第61砲兵連隊（だいろくじゅういちほうへいれんたい、61e régiment d'artillerie：61e RA）は、オート＝マルヌ県Chaumont-Semoutiersに駐屯する、情報旅団隷下のフランス陸軍の無人航空機偵察連隊である。
兵種は通信、伝統的区分は砲兵である。

## 最新の部隊編成
- 連隊本部
- 本部管理中隊
- 管理支援中隊
- 整備中隊
- 第1無人機発射中隊 - CL289
- 第2無人機発射中隊 - CL289
- 第3無人機発射中隊 - CL289
- 第4無人機発射中隊 - CRECERELLE
- 予備訓練中隊

## 連隊の任務
連隊は、無人航空偵察機によって画像情報の収集に従事し、通信・情報衛星等を介して各地上戦闘部隊の作戦に寄与する。

## 主要装備
- GIAT BM92-G1
- FA-MAS
- AA-52
- VAB
- P4
- TRM 2000
- TRM 4000
- TRM 10000
- CRECERELLE
- CL289